# Rausdorf (Türingia)
Rausdorf település Németországban, azon belül Türingiában. Lakosainak száma 213 fő (2023. december 31.).

## Népesség
A település népességének változása:
| Lakosok száma | 199  | 194  | 201  | 195  | 213  |
|               | 2017 | 2019 | 2021 | 2022 | 2023 |